# اردیبهشت ۱۳۸۵

## یکشنبه: ‎۲۴ اردیبهشت۱۳۸۵(۱۴ مه۲۰۰۶)
- کشتار ۱۲ غیرنظامی در جاده بم-کرمان
- بزرگ‌ترین مسابقهٔ شطرنج هم‌زمان (سیمولتانه) ایران با حضور الشن مرادی ابدی در دانشگاه صنعتی شریف برگزار شد. در پایان استاد بزرگ شطرنج ایران با ۸ تساوی و شکست مابقی ۱۱۲ نفر به کار خود پایان داد.

## دوشنبه: ‎۱۸ اردیبهشت۱۳۸۵(۸ مه۲۰۰۶)
- سفر اولین ایرانی به فضا؟!

سازمان فضایی روسیه به‌طور رسمی اعلام کرد که انوشه انصاری، شهروند آمریکایی ایرانی‌تبار، به‌عنوان اولین زن گردشگر فضایی در پرواز آتی فضاپیمای سایوز در بهار آینده به مدار زمین سفر خواهد کرد. 
- نامهٔ رئیس‌جمهور ایران به رئیس‌جمهور آمریکا

سخنگوی دولت جمهوری اسلامی ایران، غلامحسین الهام در گفتگویی با صدا و سیمای جمهوری اسلامی خبر داد که محمود احمدی‌نژاد نامه‌ای برای حل اختلافات بین ایران و آمریکا برای جرج و. بوش نوشته‌است.  بایگانی‌شده  در ۲۰۰۶-۱۰-۱۰ توسط Wayback Machine

## یک‌شنبه: ‎۱۷ اردیبهشت۱۳۸۵(۷ مه۲۰۰۶)
- بمب‌گذاری در یک ماشین موجب قتل دستکم ۵ نفر در کربلا شد. همچنین بمب‌گذاری‌های مشابه در بغداد جان ۹ نفر را گرفت.
- شرکت سونی که در چنین روزی در سال ۱۹۴۶ توسط تسوشین کوگیو و آکیو موریتا در توکیو تأسیس شده بود، امروز شصت ساله شد.

## جمعه: ‎۱۵ اردیبهشت۱۳۸۵(۵ مه۲۰۰۶)
انتقاد اتحادیه اروپا از وضعیت حقوق بشر در ایران 

## چهارشنبه: ‎۱۳ اردیبهشت۱۳۸۵(۳ مه۲۰۰۶)
کابینه جدید افغانستان رسماً آغاز به کار کرد. 
اجلاس پاریس دربارهٔ ایران به نتیجه نرسید. 
مرگ ۱۵ نفر در اثر مصرف مشروبات الکلی تقلبی در ایران 
بازداشت رامین جهانبگلو در فرودگاه تهران 
اهدای قلم طلایی در مراسم روز جهانی آزادی مطبوعات به اکبر گنجی 